# Todo es eventual: 14 relatos oscuros
Todo es eventual: 14 relatos oscuros es una colección de 14 relatos cortos escritos por Stephen King y publicados en 2002.

## Historias
- Sala de autopsias número 4
- El hombre del traje negro
- Todo lo que amas se te arrebatará
- La muerte de Jack Hamilton
- En la habitación de la muerte
- Las Hermanitas de Eluria
- Todo es eventual
- La teoría de L.T. sobre los animales de compañía
- El virus de la carretera viaja hacia el norte
- Almuerzo en el café Gotham
- Esa expresión que sólo puede expresarse en francés
- 1408
- Montado en la bala
- La moneda de la suerte

## Orden de las historias
En el índice del libro, King describe el método que utilizó para ordenar sus historias:
"Lo que hice fue quitar todas las picas de una baraja de póquer y un comodín. Las cartas que iban del as al rey = 1-13. El comodín = 14. Barajé las cartas y las repartí. El orden en que salieron de la baraja fue el orden de las historias, basándome en el lugar que ocupaban en la lista que mi editor me envió. Así salió un bonito equilibrio entre las historias más literarias y las más humorísticas. Luego añadí una nota explicativa antes o después de cada historia, dependiendo de qué quedaba mejor. La siguiente compilación, con cartas del tarot."
- Datos: Q684614